# 刺茉莉属
刺茉莉属（学名：Azima）是刺茉莉科下的一个属，为藤状灌木植物。该属共有4种，分布于南非至菲律宾。中国产1种。